# Genetisk prägling
Genetisk prägling är när uttryck av en gen är beroende på vilken förälder genen är ifrån. Det är ett epigenetiskt fenomen som baseras på nedärvning av metylgruppsmönster på DNA-koden, och vars nedärvningsmönster skiljer sig från Mendels ärftlighetslagar. Präglade gener kommer att inhiberas så att de bara uttrycks från den icke-präglade allelen från moderns sida, eller i annat fall från den icke-präglade genen från fadern (exempelvis IGF-2). Man har sett olika former av genetisk prägling hos däggdjur, insekter och blommande växter.
Genetiska präglingen regleras av epigenetiska processer, främst histonmetylering. Dessa förändringar etableras i germinalcellen och kvarstår under hela individens livstid. Reglering av präglade gener är viktigt för normal utveckling, och flertalet sjukdomar orsakas av eller är relaterade till felaktig genetisk prägling, exempel på dessa är: Beckwith-Wiedemanns syndrom, Silver-Russells syndrom, Angelmans syndrom och Prader-Willis syndrom.